# Hamburg School of Art History
Hamburg School of Art History (Hamburger Schule der Kunstgeschichte) var en skola av konsthistoriker som främst undervisade vid universitetet i Hamburg, som var nära förknippade med Kulturwissenschaftliche Bibliothek Warburg (KBW) vid Warburg Haus, Hamburg. Dess främsta medlemmar var forskare som Aby Warburg, Erwin Panofsky, Fritz Saxl och Ernst Cassirer, som bland annat var skolade att se bilder som kulturdokument.
Hamburg School of Art History är känt för de teoretiska tolkningarna som kallas ikonografi och ikonologi. Det lockade studenter som Edgar Wind, Hugo Buchthal, Adolf Katzenellenbogen, Walter Horn, Charles de Tolnay, Ludwig Heinrich Heydenreich, Lotte Brand Philip, William S. Heckscher, Klaus Hinrichsen, Liselotte Müller och HW Janson. Skolan hade också inflytande på Ernst Kris psykologiska intressen.